# Kaźmierzyn
Kaźmierzyn [pronunciación en polaco: /kaʑˈmjɛʐɨn/] es un pueblo ubicado en el distrito administrativo de Gmina Waganiec, dentro del condado de Aleksandrów, Voivodato de Cuyavia y Pomerania, en el centro-norte de Polonia. Se encuentra a 2 kilómetros al sureste de Waganiec, a 14 kilómetros al sureste de Aleksandrów Kujawski, y a 31 kilómetros al sureste de Toruń.
El pueblo tiene una población de 230 habitantes.